# Croisances

Croisances este o comună în departamentul Haute-Loire, Franța. În 2009 avea o populație de 37 de locuitori.